# Просторы (Оренбургская область)
Просторы — село в Кваркенском районе Оренбургской области. Входит в состав Бриентского сельсовета.

## История
В 1966 г. Указом Президиума ВС РСФСР поселок центральной усадьбы совхоза «Центральный» переименован в Просторы.

## Население
| 2010 | 2012 | 2013 |
| ---- | ---- | ---- |
| 750  | ↘725 | ↘715 |